# Азербайджано-люксембургские отношения
Азербайджано-люксембургские отношения — двусторонние дипломатические отношения между Азербайджаном и Люксембургом в политической, экономической и иных сферах.

## Дипломатические отношения
Люксембург признал независимость Азербайджана 31 декабря 1991 года. 1 июня 1992 года установились дипломатические отношения.
Посольство Азербайджана в Бельгии одновременно является посольством Азербайджана в Люксембурге. 
Посольство Нидерландов в Азербайджане представляет интересы Люксембурга.
Первым послом Люксембурга, аккредитованным в Азербайджане, стал Ален де Муйзер, назначенный 7 января 2024 года.
С 13 декабря 2005 года в парламенте Азербайджана действует рабочая группа по отношениям с Люксембургом. Руководитель группы — Шахин Исмаилов.
Между странами подписано 3 документа, в том числе:
- Соглашение о поощрении и защите взаимных инвестиций (18 мая 2004)
- Конвенция об избежании двойного налогообложения и уклонения от уплаты налогов (16 июня 2006)

## Двусторонние визиты
21-22 апреля 1996 года президент Азербайджана Гейдар Алиев посетил Люксембург для подписания соглашения о дружбе и сотрудничестве между Азербайджаном и ЕС.
15-16 июля 2002 года делегация во главе с министром иностранных дел Люксембурга Лиди Польфер посетила Азербайджан с официальным визитом. 
12 июня 2015 года великий герцог Люксембурга Анри в составе Международного олимпийского комитета посетил Баку с целью участия в церемонии открытия I Европейских игр. 
15 октября 2018 года министр иностранных дел Азербайджана Эльмар Мамедъяров посетил с деловым визитом Люксембург для участия во встрече министров иностранных дел стран Восточного партнёрства.

## В сфере экономики
21-24 января 2008 года делегация, состоящая из руководства ведущих банков Азербайджана во главе с председателем Центрального банка Азербайджана Эльманом Рустамовым посетила Люксембург для ознакомления с его финансовой системой.
23 января 2008 года в Люксембурге было открыто представительство Международного банка Азербайджана.
Действует торговая палата Люксембург — Азербайджан.

### Товарооборот (тыс. долл)
| Год  | Экспорт Азербайджана | Импорт Азербайджана | Сумма товарооборота |
| ---- | -------------------- | ------------------- | ------------------- |
| 2020 | 22 649,39            | 3 490,33            | 26 139,72           |
| 2021 | 26 901,99            | 3 438,79            | 30 340,78           |
| 2022 | 80 005,54            | 5 597,53            | 85 603,07           |
| 2023 | 36 629,02            | 3 555,38            | 40 184,4            |
| 2024 | 29 771,72            | 2 408,65            | 32 180,37           |

## В области культуры
Действует Конгресс азербайджанцев Бенилюкса, Ассоциация дружбы Aзербайджана и Люксембурга («LuxAz»).
30 мая 2013 года в Люксембурге было отмечено 95-летие создания АДР.
В ноябре 2023 года Азербайджан принял участие в Международном люксембургском рынке. На мероприятии был организован стенд с презентацией азербайджанской культуры.